# The Game (Neja)
The Game è l'album di debutto della cantante italiana Neja, pubblicato nel maggio del 1999.

## Album
I riscontri di vendite ottenuti con The Game permettono a Neja, sempre prodotta da Alex Bagnoli, di realizzare il suo primo album, dall'omonimo titolo The Game, che viene alla luce nel mese di maggio del 1999.
Il risultato è un album in grado di evolversi dalla dance di Restless, Shock!, The Game e Gimme The Sun al puro pop di Fairytale e Mum's day, sino all' R&B di U gotta have this feeling. L'album termina con "Hallo '99, il suo primo pezzo svestito dell'anima dance ed esibito in una versione totalmente acustica con pianoforte e voce decisamente più dolce.
L'intero album è ispirato da temi che coinvolgono personalmente Neja quali l'amore, la speranza, i rapporti con i genitori, il suo rapporto con Dio e la nascita del nipote Andrea. Contiene inoltre un cd-rom interattivo in cui si può vedere un'intervista dell'artista, fotografie ed i relativi videoclips che hanno reso celebri i suoi pezzi.

## Tracce
1. The Game – 3:47
2. Restless – 4:02
3. Mum's Day – 4:19
4. All I Wanna Do Is... – 3:46
5. Fairytale – 3:56
6. U Gotta Have This Feeling – 4:37
7. Shock! – 3:41
8. Get Up – 4:25
9. Gimme The Sun – 4:04
10. Hallo '99 – 4:01

Durata totale: 40:38